# عريض المنقار ذو الجانب الأصهب
الطائر عريض المنقار ذو الجانب الأصهب (بالانجليزية: Rufous-sided broadbill) (الأسم العلمي: Smithornis rufolateralis). هو نوع من الطيور من أسرة الطيور عريضة المنقار. توجد في أنغولا، بنين، الكاميرون، جمهورية أفريقيا الوسطى، جمهورية الكونغو، جمهورية الكونغو الديمقراطية وساحل العاج وغينيا الاستوائية، الغابون، غانا، ليبيريا، نيجيريا، رواندا، سيراليون وجنوب السودان، توغو، و أوغندا.و في البيئات الطبيعية هي الغابات والأراضي المنخفضة أو شبه المدارية الرطبة.